# Hippeastrum striatum
Hippeastrum striatum é um espécie de planta bulbosa pertencente à família Amaryllidaceae, com distribuição natural no leste e sul do Brasil.

## Descrição
Hippeastrum striatum Herb. é uma planta do gênero Hippeastrum, da família Amaryllidaceae, nativa das regiões subtropicais e tropicais da América do Sul. Sendo erroneamente chamada de amarílis (que leva a confusão com Amaryllis, um género africano também da família Amaryllidaceae). Este é um dos menores representantes do género Hippeastrum.
São plantas herbáceas, e bulbosas, com folhagem ornamental. As flores, embora durem pouco, por serem grande e terem cores chamativas, destacam-se pela sua beleza.
O bolbo da maioria dos espécimes tem de 5 a 10 cm de diâmetro, é um bolbo tunicado, cujas escamas concêntricas são formadas pelas bases foliares imbricadas.
As folhas têm de 5 a 30 cm de comprimento cerca de 5 cm de largura com um tom de cor verde claro, as flores possuem de 4 a 6 tépalas unidas na base formando um curto tubo e possui 2 a 3 folhas.

## Galeria

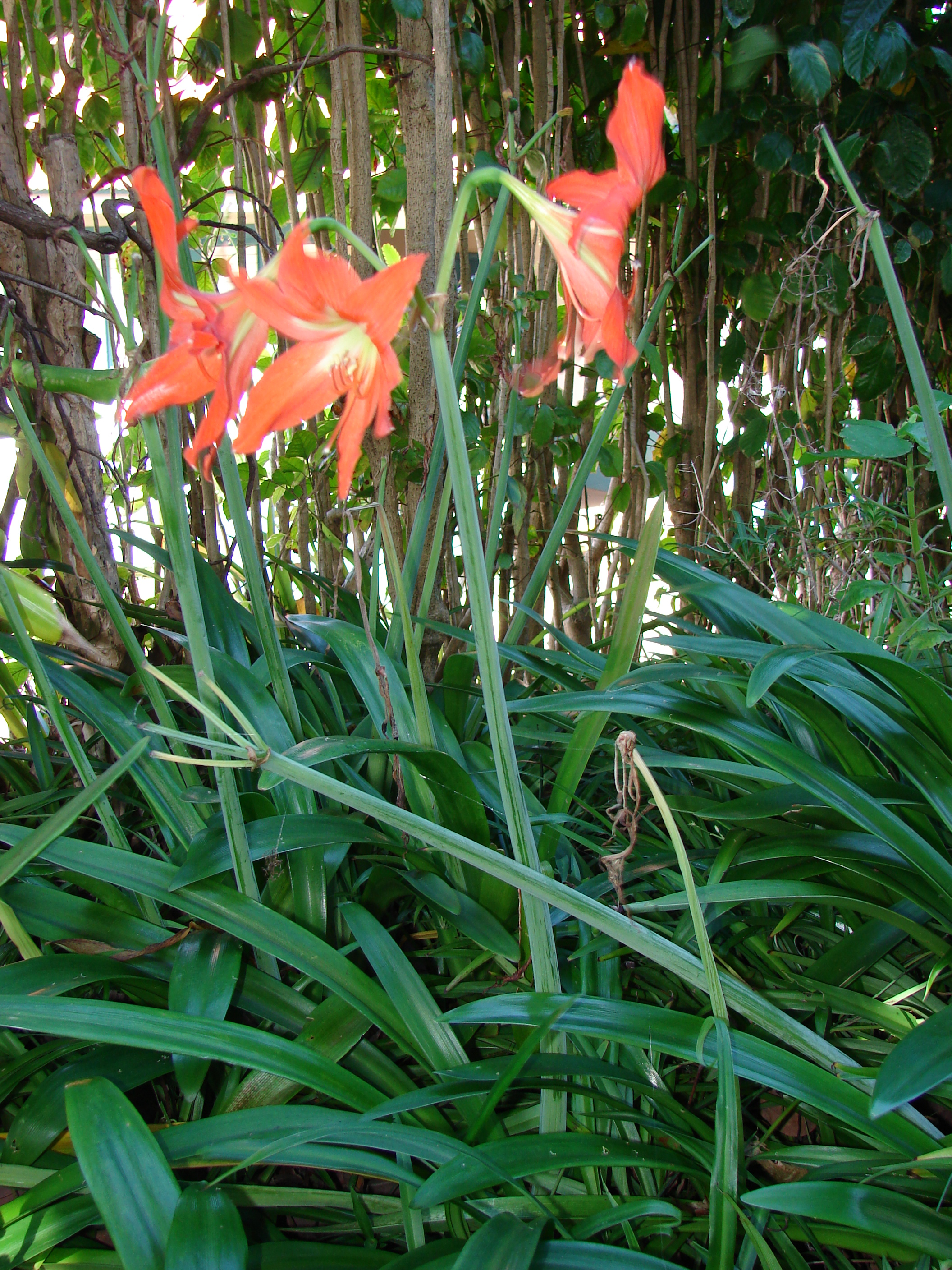
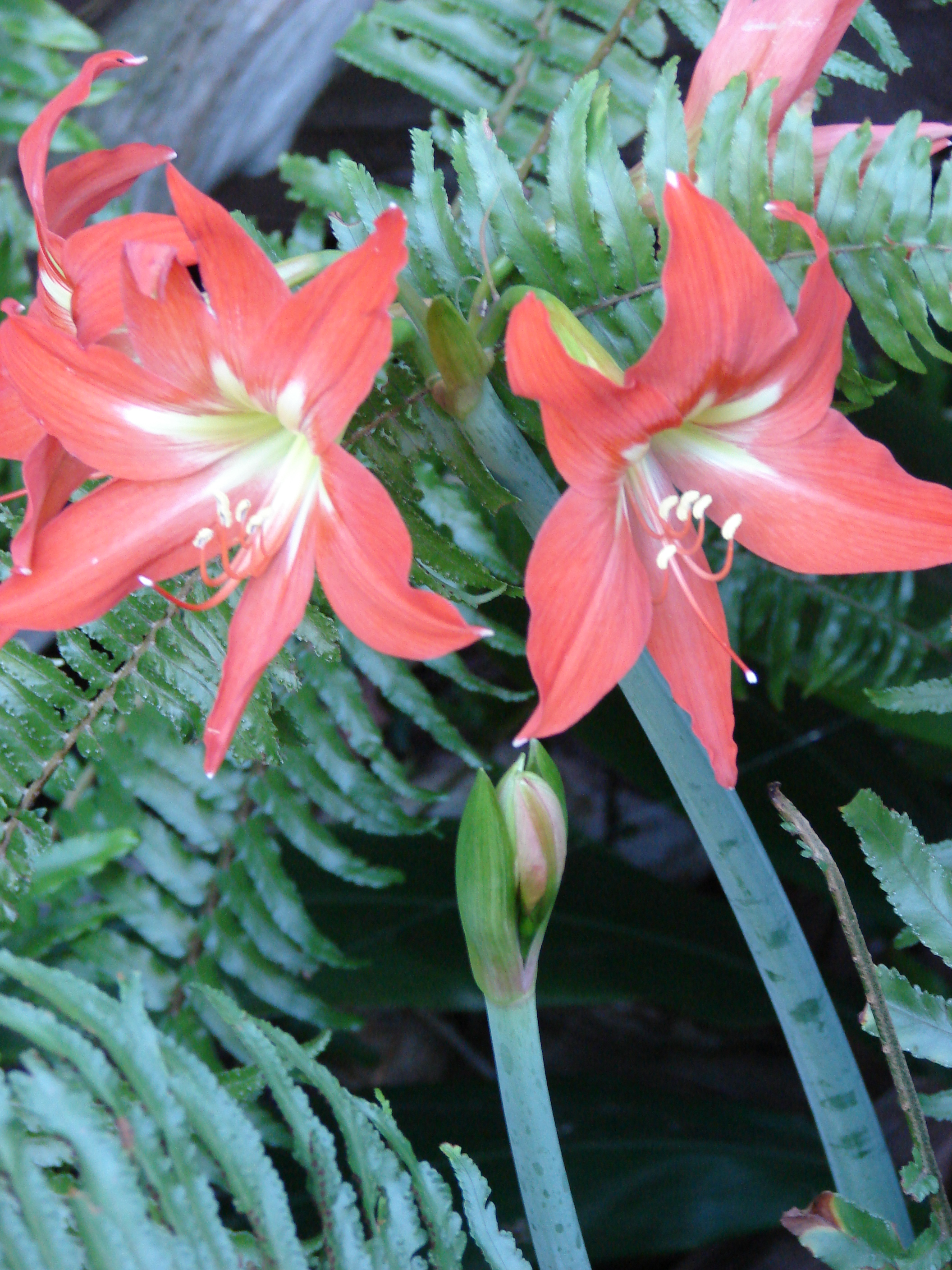
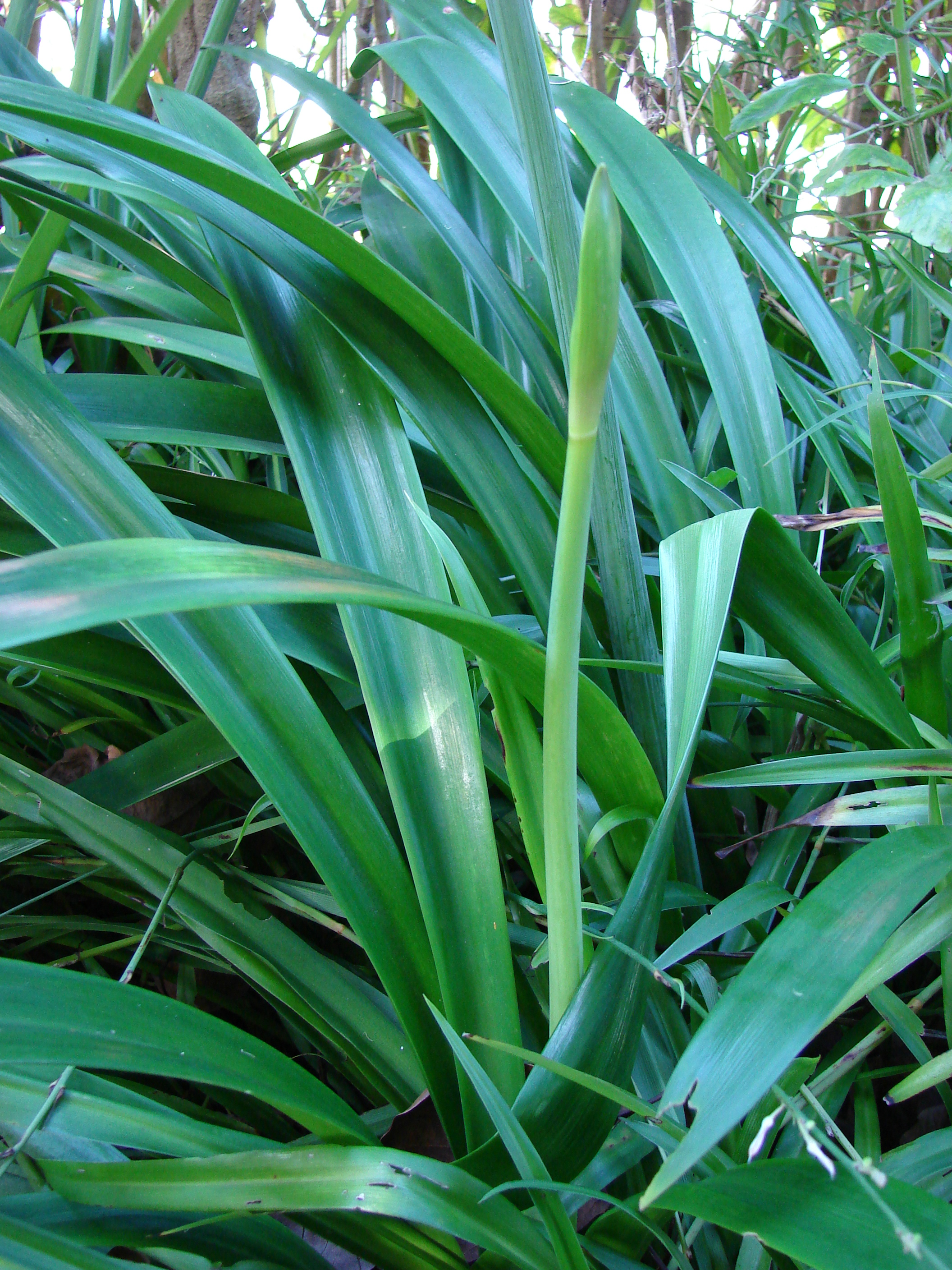
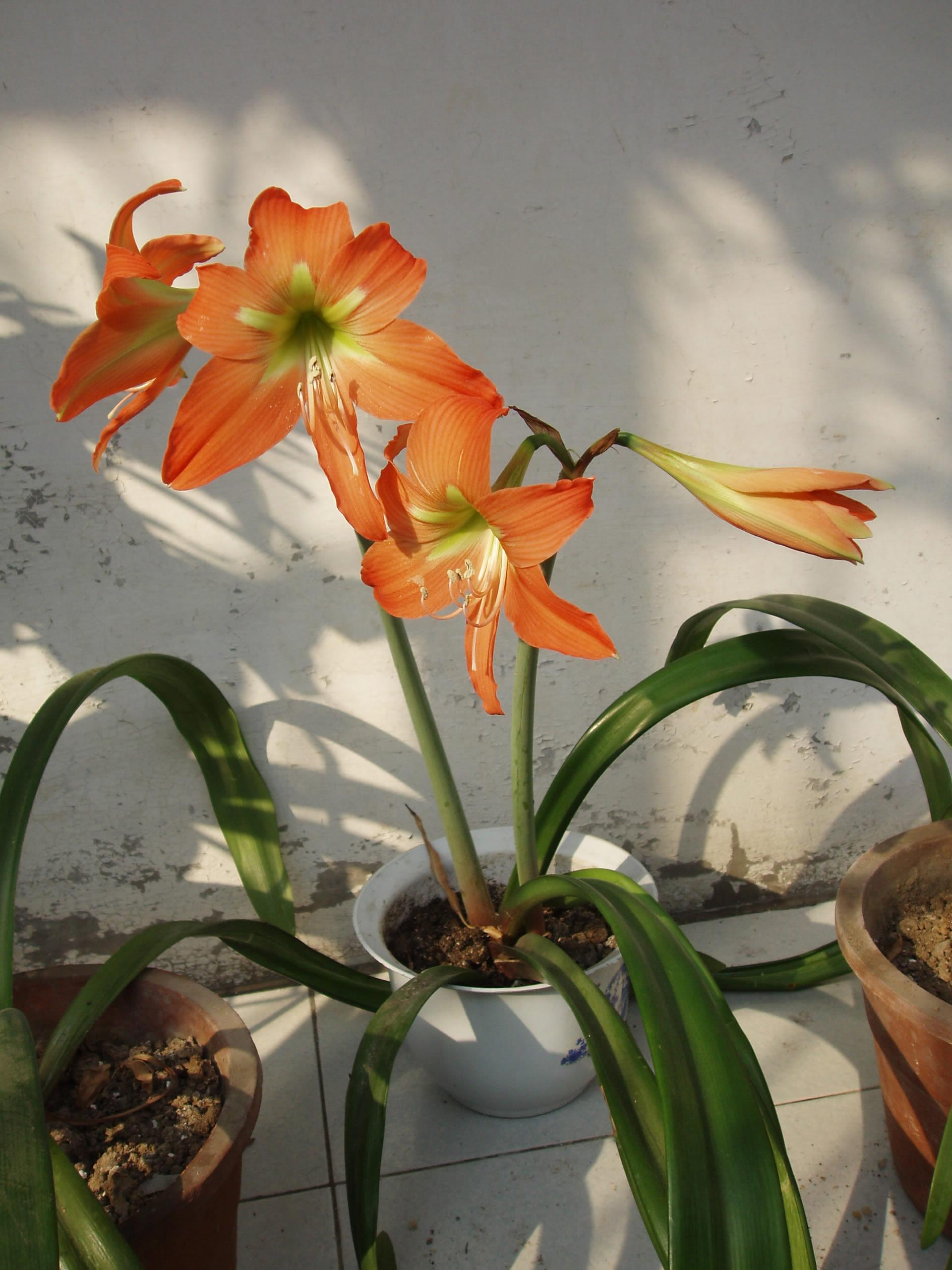
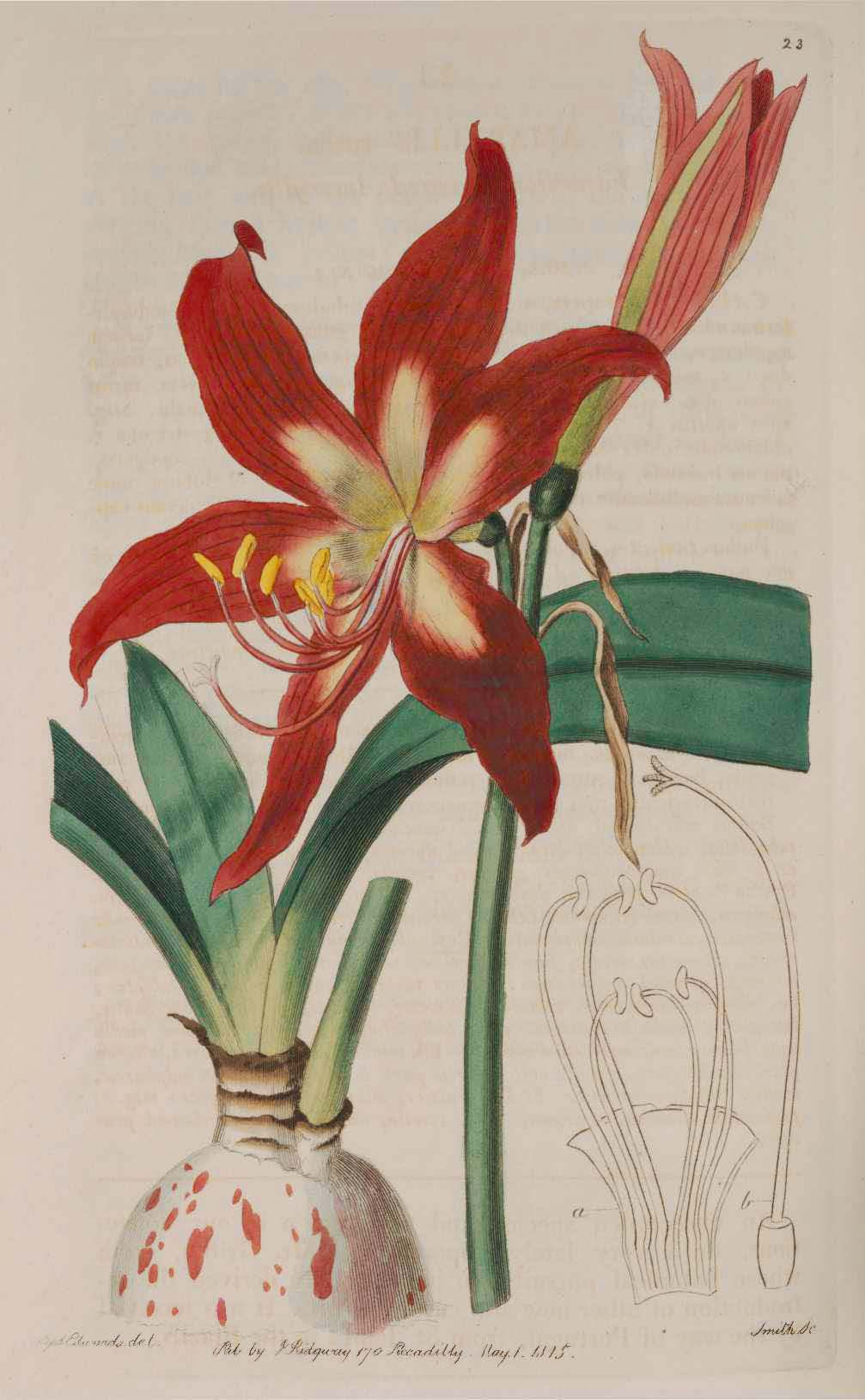